# Tigran Yesayan
Tigran Yesayan (Erevan, 2 giugno 1972) è un ex calciatore armeno, di ruolo attaccante.

## Carriera

### Club
Ha giocato nella massima serie armena con Erevan, Banants e Ararat, con esperienze in Ucraina (una stagione in seconda serie con il Torpedo Zaporižžja) e Libano (in massima serie con l'Homenmen).

### Nazionale
Con la nazionale armena ha giocato 21 partite dal 1996 al 1999.

## Palmarès

### Allenatore

#### Competizioni nazionali
- Araǰin Xowmb: 1

Ararat: 2010